# Método de Hoffman, Pons e Janer ou Lutz
O Método de Hoffman, Pons e Janer ou Lutz ou método de sedimentação espontânea é um tipo de exame parasitológico de fezes e urina. Consiste basicamente na mistura das fezes com água, onde será filtrada por uma gaze cirúrgica e deixado em repouso, formando uma consistente sedimentação dos restos fecais ao fundo do cálice. Essa sedimentação é inserida em lâmina, feito um esfregaço e observado em microscópio. Este método detecta a presença de ovos nas fezes, e após coloração com lugol é possível verificar a presença de cistos de protozoários e larvas de helmintos.